# Linha Curado–Cajueiro Seco do Sistema de Trens Urbanos do Recife
A Linha Curado–Cajueiro Seco é uma das linhas do VLT do Recife.

## Histórico
Ligava originalmente as cidades de Recife e Maceió até que no ano de 1980 o transporte de passageiros deste ramal foi suprimido. Restou apenas os trens de subúrbio que ligavam a estação do Recife à do Cabo quando no ano de 1988 passou a ser administrado pela Metrorec. Após isso, o trecho foi desviado da Estação Cinco Pontas para a Estação Curado devido ao início das obras da Linha Sul do Metrô do Recife.

## Estações
| Nº | Estação       | Integração   |
| -- | ------------- | ------------ |
| 1  | Curado        | Metrô Centro |
| 2  | Jorge Lins    |              |
| 3  | Marcos Freire |              |
| 4  | Cajueiro Seco | Metrô Sul    |